# Бровкова, Мария Сергеевна
Мария Сергеевна Бровкова (каз. Мария Бровкова; 31 января 2005) — казахская гребчиха на каноэ, бронзовый призёр чемпионата мира, двукратный призёр летних Азиатских игр. Участница летних Олимпийских игр 2024 года.

## Карьера
В 2024 году Бровкова приняла участие в чемпионате Азии в Токио. На этом соревновании смогла завоевать лицензии для выступления на летних Олимпийских играх в Париже.
На летних Азиатских играх 2022 года в Ханчжоу, а соревнования были проведены осенью 2023 года, в двойках на 500 метров завоевала серебряную медаль. а в одиночках на 200 метров стала бронзовым призёром.
В Париже, на летних Олимпийских играх 2024 года, Мария приняла участие в заездах на каноэ-одиночках, где заняла итоговое 21 место, а также приняла участие в заездах на каноэ-двойках, где в паре с Руфиной Искаковой смогли квалифицироваться в финал В и заняли итоговое 11-е место.
В Самарканде, на чемпионате мира 2024 года, который состоялся сразу же после Олимпийских игр, Мария в каноэ-одиночках на дистанции 500 метров завоевала бронзовую медаль.
Проходит обучение в Университете Жангир Хана по направлению «физическое воспитание и спорт».